# Hauptgottheit
Hauptgott (auch oberster Gott) ist die Bezeichnung der wichtigsten Gottheit in polytheistischen Religionen, welche vor allem im Altertum verbreitet waren.
Der Hauptgott hat Macht über die ihm hierarchisch untergeordneten Götter, die ihm als Gehilfen zugeordnet und in der Regel mit ihm verwandt sind. Daraus bildeten sich verschiedene Kategorien von Zuständigkeiten mit einem mitunter weit verzweigten Stammbaum der Götter, unter denen aber stets eine Gruppe herausragt und die obere Zuständigkeit hat, die so weit gehen kann, dass sie die Allmacht des obersten Gottes eingrenzt. Diese Struktur spiegelt die sozial-kulturellen Verhältnisse in der jeweiligen menschlichen Gesellschaft wider und projiziert so menschenähnliche Verhältnisse auf die Götter, die entweder als im Himmel oder unterirdisch (Hades) wohnend gedacht wurden und als Elternpaare mit ihren Kindern und Geschwistern lebten. Diese göttliche Ordnung übertrug sich auf jene Herrscherhäuser, in denen der König (z. B. der Pharao im Alten Ägypten) als Gott oder Vertreter Gottes auf Erden angesehen wurde. 

## Ägyptische Mythologie
Re auch Ra (chronologisch später Aton) wurde in der ägyptischen Mythologie als Sonnengott verehrt. Ebenso wie Inti bei den Inkas wurde somit die Sonne als Zentrum aller lebenspendenden Schöpferkraft angesehen.

## Griechische, römische und germanische Mythologie
In der griechischen Mythologie war Zeus als olympischer Göttervater der Hauptgott, zeitlich vor ihm Kronos, davor Uranos. Die römische Entsprechung war Jupiter (zeitlich vor ihm Saturnus). In der germanischen Mythologie war es Thor, vor ihm Odin, zeitlich vor ihm vermutlich Tyr (ggf. auch Bur), in der Wanenlinie war es Niörd.

## Keltische Mythologie
Eine Bewertung der keltischen Götter ist vor allem durch die Interpretatio Romana möglich. Allerdings ist die Einteilung umstritten, da nicht klar ist, inwieweit die Römer das Weltbild der Kelten verstanden haben. Ob eine Gottheit als oberste Gottheit bezeichnet werden kann, ist unklar. Allgemeiner Konsens unter den Experten besteht aber darin, Götter als Hauptgötter zu betiteln, die mit dem Himmel assoziiert werden. Ein weiterer Hinweis kann die Verbreitung von Weihinschriften geben. So wird davon ausgegangen, dass weit verbreitete Götter eher als Hauptgott gesehen werden konnten. So werden oft Taranis, Dagda, Teutates und Cernunnos als Hauptgötter und Rigani, Danu und Dôn als Hauptgöttinnen interpretiert. Die Grenzen sind jedoch verschwommen und die Aufzählung ist beispielhaft.
Siehe auch: keltische Gottheiten